# Aberdeen Angus

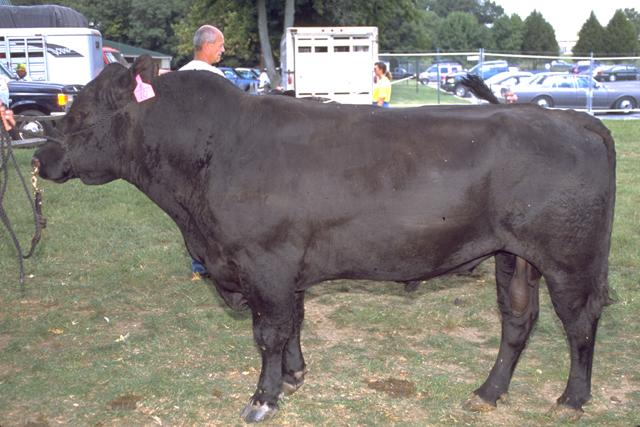

Aberdeen Angus după numele orașului Aberdeen, (numită și Black Angus sau pe scurt Angus) este o rasă de taurine, crescută pentru producția de carne. Creată în Scoția, în secolul al XVIII-lea, Aberdeen Angus are în prezent o arie mare de răspândire în întreaga lume. Este de culoare neagră sau roșie, fără coarne, cu greutatea corporală la vaci de 500–550 kg, cu un randament la tăiere, pentru animalele îngrășate, de 65-70%.
Istoricii consideră că bovinele fără coarne au existat în Scoția, înainte de a fi menționate în scrieri, imagini ale acestora regăsindu-se și în sculpturi preistorice din comitatele Aberdeen și Angus. O rasă de bovine necornute a fost, de asemenea, înfățișată în Egiptul Antic de către sculptorii și pictorii vremii. Totuși, unii istorici cred că rasa Aberdeen Angus și celelalte rase scoțiene provin din bovine autohtone din Scoția iar rasele așa cum le găsim astăzi își au originea în zonele în care pot fi găsite încă. Această rasă s-a format drept urmare a ameliorări vitelor locale , având ca prim scop culoarea neagră și producția de carne. De-a lungul istoriei sale, rasa Aberdeen - Angus a fost infuzată cu alte rase precum Galloway, Shorthorn, Ayrshire și Guernsey. 
Cele patru comitate unde au fost crescute inițial taurinele din rasa Aberdeen -Angus sunt Aberdeen, Banff, Kincardine și desigur Angus. Aceste comitate se află la Marea Nordului, se întind spre interiorul țării și au ținuturi înalte sau muntoase. Aceste comitate au fost favorizate de-a lungul timpului datorită climatului temperat și a recoltelor bune, deși relieful țării este aspru. Pășunile prosperă în zonă datorită precipitațiilor bine distribuite. Fiind multă iarbă și o temperatură aproape ideală pentru producția de bovine, zona a devenit potrivită pentru una dintre cele mai mari îmbunătățiri care au fost efectuate la aceste vite de rasă pură. În a doua jumătate a secolului XVIII, agricultura scoțiană a înregistrat mari progrese. Întrucât practicile agricole s-au îmbunătățit, oamenii au căutat să-și îmbunătățească efectivul de animale din fermele lor. Agricultorii au început să cumpere bovine de tip similar din zonele adiacente și, ca urmare, vitele din rasa Angus „doddie” și Buchan „humlie” au fost încrucișate. (www.scribd.com)
Încrucișarea și reîncrucișarea raselor de vite a dus, în cele din urmă, la crearea unei rase distincte care nu diferea foarte mult de cele două rase inițiale, ambele rase fiind de la început de un tip destul de asemănător și de aceeași culoare. Hugh Watson ( 1789 – 1865 ) și William Mc. Combie ( 1805 – 1880 ) sunt considerați fondatorii de bază ai rasei. 
Hugh Watson of Keillor ( 1789 – 1865 ) a fost unul dintre fondatorii acestei rase. El a locuit în Valea Strathmore în Angus. La 19 ani, când a început să se ocupe de agricultură, tatăl său i-a dăruit șase dintre cele mai bune și mai negre vaci precum și un taur. În aceeași vară, el a vizitat câteva dintre cele mai bune piețe de vite din Scoția unde a cumpărat cele mai bune 10 junici și cel mai bun taur pe care îl putea găsi, ce prezenta caracteristici ale vitelor Angus pe care el dorea să le înmulțească. Femelele erau de diverse culori, însă taurul era negru, Watson a hotărât să aibă o rasă de culoare neagră așa că a început să facă selecții în această direcție.Taurul său preferat era Old Jock 126, care a fost clasat pe locul „1” în Registrul genealogic la momentul fondării. Taurul s-a născut în 1842 și era urmașul lui Grey-Breasted Jock 113. Se pare că taurul a fost utilizat foarte mult în turmă între 1843-1852 și a fost premiat la „Highland Society Show” din Perth în 1852 când avea 11 ani. Watson avea o vacă celebră pe nume Old Granny 125 care s-a născut în 1824 dar a fost ucisă de un fulger când avea 35 de ani (Acatincăi S. 2004).Conform rapoartelor, ea a dat naștere la 29 de viței, dintre care 11 au fost înregistrați în Registrul genealogic. Altă persoană care a contribuit de timpuriu la această rasă au fost Lord Panmure care a format un efectiv de bovine făra coarne în anul 1835 și nu numai că deținea o cireadă privată, ci își încuraja arendașii să crească  vite „lipsite de coarne”.                          
William Fullerton a început să crească bovine în anul 1833. Una dintre primele sale achiziții cele mai importante a fost aceea a unei alte vaci  Aberdeen numită Black Meg. Black Meg 43 este menționată adesea drept fondatorul rasei, deoarece are mai mulți urmași comparativ cu orice altă vită care a stat la originea rasei. Este singura vită ce o depășește pe Old Granny în această privință. William McCombie din „Tillyfour” este considerat cel care a păstrat și a îmbunătățit foarte mult rasa Aberdeen - Angus. McCombie este cunoscut pentru precauția cu care a planificat împerecherile, managementul prudent, succesul său de neegalat la expoziții și în mediatizarea vitelor sale renumite.  
Cel mai mare succes al său la prezentări a fost cel de la Expoziția Internațională desfășurată la Paris în anul 1878 unde a câștigat premiul întâi ca expozant de bovine dintr-o țară străină și marele premiu pentru cel mai bun grup de animale producătoare de carne crescute de un expozant. McCombie s-a prezentat de asemenea la categoriile "juncani" la spectacole de piață. Probabil cel mai faimos juncan pe care l-a „produs” a fost Black Prince care a fost câștigător la spectacolele din Birmingham și Smithfield în 1867 pe când avea 4 ani.  Acest animal a fost dus la Castelul Windsor pentru a fi cercetat personal de către Regina Victoria, care ulterior a servit carne de vită, de Crăciun, provenită de la Black Prince.
Datorită acestui fapt, cireada lui McCombie a  devenit renumită mai ales când Regina Victoria a făcut o vizită la Tillyfour câțiva ani mai târziu. McCombie a avut de asemenea onoarea de a fi primul arendaș din Scoția ales în Camera Comunelor. Printre alte bovine celebre din turma lui McCombie a fost și juninca Queen Mother 41. Hanton 89 un alt taur de renume , născut în 1853, provenind de la crescătorul Alaxander Bowie, a fost cumpărat de el. Acest taur era nepotul lui Old Jock 126 și se spune că avea la maturitate o tonă. Hanton 80 a avut un nepot născut în 1860 numit Black Prince of Tillyfour 77. Dacă urmărim firul genealogic, majoritatea vitelor Angus de astăzi își au originea în acest taur McCombie. Mc Combie a fost de asemenea primul crescător care a renunțat la „și”, scriind cu cratimă numele Aberdeen-Angus. Ballindalloch Herd este o altă rasă provenită din Aberdeen - Angus renumită în Scoția. A fost întemeiată de Sir John MacPherson Grant, dar abia când a ajuns în mâinile lui Sir George, unul dintre fii săi, a început reproducerea sistematică. Pentru a-și forma propria rasă, Sir George s-a folosit în mare măsură de bovinele Tillyfour (www.aberdeenangus.ro).
Crearea unei rase în Statele Unite ale Americii a avut loc la sfârșitul secolului XIX. Până în 1901 Statele Unite ale Americii a înregistrat mai multe vite cu pedigree decât Marea Britanie, iar în prezent înregistrează de 40 de ori mai multe. Curând, rasa a putut fi găsită și în alte țări vorbitoare de limba engleză precum Canada, Australia, Noua Zeelandă, Africa de Sud dar și în America de Sud, în special în Argentina. În prezent, toate aceste țări au populații mai mari de Aberdeen Angus pur decât Marea Britanie, această rasă fiind crescută în special pentru carnea renumită pentru calitățile superioare. 
Pe plan mondial se înregistrează un efectiv de 1,3 miliarde de capete de bovine repartizate astfel: 37% în Asia din care India are 240 milioane de capete , 18 % în America de Sud majoritare fiind Argentina și Brazilia, 13% în Europa, 12% în America de Nord,  Africa, Oceania, Australia și America Centrală. 

## Situația creșterii rasei Aberdeen Angus în România
Aparținând familiei Bovidae, subfamiliei Bovinae și genului speciei Bos Taurus Akeratos, rasa Aberdeen Angus originară din Scoția; la finele anilor 2007, a început să fie importată în România. La finele anilor 2013 în România se înregistra un efectiv de 2,1 milioane de capete de bovine, care din păcate, după căderea regimului comunist, acestea au fost intr-o continuă scădere.          
În anul 1990 Asociația Agricolă a Statelor Unite face o invitație științifică AGCTR-ului (Asociației Generale a Crescătorilor de Taurine din România) în America prin programul “Vite pentru carne în România“. Acest grup de specialiști a fost reprezentat de Dr. Parchițianu   Ioan Vasile, Dr. Popescu Alexandru și Ing. Buzdugan Lucian. Această vizită a avut drept scop cunoașterea și implementarea fluxului tehnologic de creștere a rasei Aberdeen Angus. În această delegație științifică au fost realizate mai multe vizite de documentare pentru perfecționarea tehnicilor de transfer de embrioni ce urmau ulterior a fi făcute.
Primul transfer de embrioni a fost realizat în anul 2000 la ferma Zănești  a celor de la TCE 3 Brazi Piatra Neamț. Au fost sincronizate vitele din rasele Bălțată Românească, Holstein și Brună, iar embrionii au fost aduși de către  Prof. Robertson  din Statele  Unite ale  Americii. Prin biotehnologia  transferului de  embrioni s-a dezvoltat un nucleu de rasă pură folosit pentru metisare cu rasele existente în România și pentru obținerea de material seminal congelat.  Prof. Robertson de la Christian Veterinary Mission Statele Unite ale Americii după ani de  creștere  în rasă pură și hibridată, a  reușit migrarea dar și implementarea rasei Aberdeen Angus cu rezultate ulterior pe măsura celor din țara de origine.
Asociația Aberdeen Angus Romania este prima asociație din țară acreditată pentru Controlul Oficial al Producției la taurinele specializate pentru producție de carne și în același timp singura asociație din țară acreditată pentru conducerea Registrului Genealogic la rasa Aberdeen Angus și singura asociație din Europa de Est care a mai organizat o licitație oficială de taurine din rasa Aberdeen Angus, pentru a le oferi fermierilor români posibilitatea de a achiziționa animale valoroase din punct de vedere genetic.
Asociația are în prezent peste 900 de membri din toate regiunile țării care dețin peste 53.000 de taurine din rasa Aberdeen Angus, însemnând un procent de peste 90% din totalul de capete existent la momentul acesta în țară (2019). Are la bază principalii crescători de taurine din rasa Aberdeen Angus din România. Cunoștințele specialiștilor din cadrul asociației împreună cu experiența acumulată de-a lungul anilor, stau la baza susținerii fermierilor crescători de Aberdeen Angus din România. Toate aceste atuuri au ca scop dezvoltarea unui nucleu valoros din punct de vedere genetic și recunoscut la nivel mondial. 

La finele anului 2008 a avut loc primul import masiv de taurine din rasa Aberdeen Angus din Germania. A fost vorba de un grup de 120 de juninci, care și-au găsit noul adăpost la ferma Karpaten Meat Group, nou înființată lângă Sibiu, mai exact în Comuna Marpod. Acest nucleu de animale s-a dezvoltat continuu prin viței proprii și importuri, ajungând astfel cea mai mare fermă de reproducție și îngrășare a taurinelor de carne din România. Scopul principal al companiei este de a crea o rețea de producție de carne de vită din rasa Aberdeen Angus de calitate superioară. În cei 10 ani de la înființarea acestui prim business din România, de acest tip, cu sprijinul programelor de parteneriat dezvoltate de compania sibiană, tot mai mulți fermieri au început să opteze pentru încrucișări și cumpărări de taurine având drept tip morfo – productiv carnea. Suprafețele mari de pajiști naturale, clima, relieful, variația precipitaților, solul, calitatea furajelor,  sunt unele din marile atuuri ale României de a crește asemenea rase de calitate în sistem extensiv (Gociman I. 2015)
Acest articol conține text din Dicționarul enciclopedic român (1962-1966), aflat acum în domeniul public.